# 제16SS기갑척탄병사단 SS국가지도자
제16SS기갑척탄병사단 SS국가지도자(독일어: 16. SS-Panzergrenadier-Division „Reichsführer SS“)는 독일 제3제국 무장친위대 소속의 기갑척탄병사단 중 하나이다.
1943년 11월 돌격여단 SS국가지도자에 폴크스도이체 신병들이 추가되어 사단급으로 재편되었다. 사단의 전투단은 이탈리아 안치오 교두보에 주둔했고 나머지는 헝가리 지역에 주둔했다. 1944년 5월부터 이탈리아에서 싸웠고, 이후 1945년 2월에는 전 사단이 헝가리로 이동했다.

## 역대 사단장
1. 프리드리히 데른 돌격대지도자 - 1941년 2월 ~ 1941년 ?
2. 에른스트 쉬트체크 돌격대지도자 - 1941년 ? ~ 1941년 ?
3. 헤르베르트 가르테 돌격대지도자 - 1941년 ? ~ 1942년 2월
4. 파울 마셀 돌격대지도자 - 1942년 2월
5. 카를 게셀레 상급돌격대지도자 - 1942년 2월 ~ 1943년 9월
6. 막스 지몬 집단지도자 - 1943년 10월 3일 ~ 1944년 10월 24일
7. 오토 바움 상급지도자 - 1944년 10월 24일 ~ 1945년 5월 8일

## 전투서열
- 제35SS기갑척탄병여단
- 제36SS기갑척탄병여단
- 제16SS포병여단
- 제16SS기갑대대
- 제16SS방공대대
- 제16SS기갑정찰대대
- 제16SS돌격포대대
- 제16SS척후대대
- 제16SS신호대대
- 제16SS보급대
- 제16SS본부대대
- 제16SS수선대대
- 제16SS의무대대
- 제16SS교육예비대대
- 제16SS야전헌병중대
- 제16SS기갑척탄병훈련소

## 같이 보기
- 무장친위대의 부대 목록